# جان پورتر ایست
جان پورتر ایست (به انگلیسی: John Porter East) سناتور سابق عضو حزب جمهوری‌خواه ایالات متحده آمریکا بود. وی در سال ۱۹۸۱ تا ۱۹۸۶ میلادی سناتور ایالت کارولینای شمالی در سنای ایالات متحده آمریکا بود.